# Émile Bulteel
Émile Bulteel   (Tourcoing, 3 d'agost de 1906 - Tourcoing, 21 de març de 1978) va ser un waterpolista francès que va competir durant la dècada de 1920.
El 1928 va prendre part en els Jocs Olímpics d'Amsterdam, on va guanyar la medalla de bronze en la competició de waterpolo.